# Ilse Koch

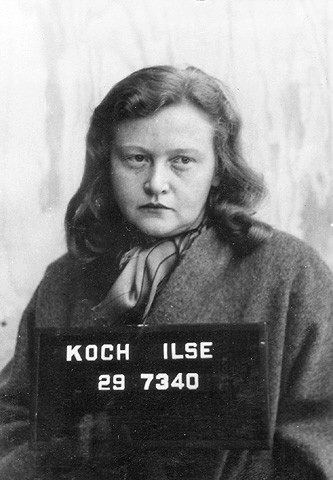
Ilse Koch (1945)

Margarete Ilse Koch, geborene Köhler (* 22. September 1906 in Dresden; † 1. September 1967 im Frauengefängnis Aichach), war die Ehefrau des Lagerkommandanten des KZ Buchenwald, Karl Otto Koch. In der Nachkriegszeit wurde sie als „Hexe von Buchenwald“ international bekannt und sowohl von einem US-amerikanischen als auch von einem deutschen Gericht zu langjährigen Haftstrafen verurteilt.

## Leben

### Jugend, Ausbildung und Familienverhältnisse
Ilse Köhler, dritte Tochter eines Werkmeisters, absolvierte die Volks- und Handelsschule und volontierte 1922 in einer Buchhaltungsabteilung. Danach arbeitete sie in verschiedenen Betrieben als Sekretärin. Im April 1932 trat sie der NSDAP (Mitgliedsnummer 1.130.836) bei. Über ihre Kontakte zu SA- und SS-Männern lernte sie im Frühjahr 1934 ihren späteren Ehemann, den SS-Mann Karl Otto Koch, kennen. Als sie 30 Jahre alt war, heiratete das Paar im KZ Sachsenhausen, dessen Kommandant Karl Otto Koch war. Nach ihrer Hochzeit zogen sie auf das Areal des KZ Buchenwald bei Weimar, wo sie von Juli 1937 bis Januar 1941 lebten. Hier brachte Ilse Koch drei Kinder, Artwin (* 1938), Gisela (* 1939) und Gudrun (* 1940), zur Welt. Gudrun starb im Februar 1941 im Alter von vier Monaten an einer Lungenentzündung; Artwin beging 1964 Suizid; Gisela starb im Jahr 2021.
Ihr während der Untersuchungshaft gezeugter Sohn Uwe Köhler wurde im Oktober 1947 geboren.

### Konzentrationslager Buchenwald
Während das Ehepaar vor der Berufung Karl Otto Kochs zum Lagerkommandanten in eher bescheidenen Verhältnissen gelebt hatte, führte es in der Villa Buchenwald im SS-Führerquartier des Konzentrationslagers ab 1937 ein luxuriöses Leben. Dieses war vor allem durch umfangreiche Unterschlagung von Bargeldbeträgen und Wertsachen, die Lagerinsassen gestohlen wurden (vom NS-Staat als „Staatseigentum“ bezeichnet), und deren Ausbeutung als Sklavenarbeiter möglich. Die Ehe war nach außen hin harmonisch, Vertraute beschrieben die Beziehung der beiden jedoch als unterkühlt und funktional. Ihren Kindern gegenüber soll sie zwar liebevoll, phasenweise aber auch desinteressiert gewesen sein. So verbrachten die Kinder häufig Zeit in der Obhut einer Stiefschwester Karl Otto Kochs. Ilse Koch war bei dem Wachpersonal und SS-Offizieren, insbesondere deren Frauen, die ebenfalls in Buchenwald lebten, überwiegend unbeliebt. So habe sie ihren Neureichtum prahlerisch zur Schau gestellt und ihre Stellung als Frau des gefürchteten Lagerkommandanten machtbewusst ausgespielt. Ein Grund für ihren schlechten Ruf dürfte auch gewesen sein, dass sie verschiedene sexuelle Affären hatte, darunter mit Hermann Florstedt und Waldemar Hoven, die selbst verheiratet waren und Kinder hatten. In diesem Zusammenhang wurde auch verschiedentlich beschrieben, dass sich Ilse Koch häufig aufreizend kleidete und damit kokettierte.
Bei den KZ-Häftlingen war Ilse Koch sehr bekannt und zudem als sadistisch gefürchtet. Inwieweit letzteres auf alltägliche Erfahrungen der Häftlinge zurückgeht oder eher Gerüchten entsprang, wurde in der Nachschau ihrer Buchenwalder Zeit vor und nach Ende des Krieges oft diskutiert. Berichte über Ilse Kochs Grausamkeit gegenüber Häftlingen brachten ihr den Namen „Hexe von Buchenwald“ ein. So soll sie Häftlinge wie Haustiere gehalten haben. Nachweisbar ist, dass mehrere Häftlinge zu Arbeiten im Haushalt der Villa Buchenwald gezwungen wurden, da Ilse Koch Hausfrauenarbeit ablehnte. Sie soll Häftlinge vom Pferd aus – innerhalb des Gefangenenlagers – mit der Reitgerte geschlagen haben. Zeugen wie der Lagerinsasse und spätere Buchautor Eugen Kogon sagten in der Dachauer Gerichtsverhandlung jedoch aus, sie selbst hätten Ilse Koch den von einem Stacheldrahtzaun abgeschirmten Gefangenenbereich nie betreten sehen. Allerdings hätte sie auch außerhalb des Stacheldrahts häufig Gelegenheit gehabt, zu Gärtner- und Dienstbotenaufgaben gezwungene Häftlinge zu demütigen. Sicher ist, dass sie anders als andere SS-Ehefrauen häufig Bestrafungen als Zuschauerin beiwohnte, weshalb sie zweifellos Kenntnis über die dort verübten Grausamkeiten hatte und „ihre Haltung dem menschlichen Elend im Lager gegenüber [bestenfalls] kalte Gleichgültigkeit“ war.
Viele Häftlinge sagten aus, sie seien von Koch gemeldet worden, wenn sie sie nicht gegrüßt hätten, und hätten dann mit harten Strafen rechnen müssen. Zudem habe sie Insassen bestrafen lassen, wenn sie sie ihrer Auffassung nach unzüchtig angesehen hätten, wobei vielfach der Vorwurf erhoben wurde, dass sie genau dies durch ihre Kleidung bewusst provoziert habe. Bestrafungen konnten in Buchenwald aus vielen, meist nichtigen und willkürlichen Gründen erfolgen. Durch ihre häufige Anwesenheit bei Bestrafungen konnten die Häftlinge annehmen, dass sie diese in Auftrag gegeben habe; das tatsächliche Ausmaß dieser Bestrafungen ist jedenfalls unklar. Koch wurde zwar sowohl vom Wachpersonal als auch von den Häftlingen „Kommandeuse“ genannt, hatte aber offiziell keinerlei Einfluss auf Leitung oder Organisation des Lagers. Nachweisbar waren nur gelegentliche Schreibarbeiten Ilse Kochs im Verwaltungsbereich des KZ. Zum informellen Einfluss liegen höchst widersprüchliche Aussagen sowohl der SS-Täter als auch der Gefangenen vor. Viele SS-Offiziere und das Wachpersonal gebrauchten den Begriff „Kommandeuse“ offenbar häufig in ironischer Form.
Ein später besonders in Medienberichten als Tatsache verbreiteter Verdacht, Ilse Koch habe sich aus tätowierten Hautstücken von Lagerinsassen Gebrauchsgegenstände wie Putztücher, Buchumschläge, Etuis und Lampenschirme fertigen lassen, konnte gerichtlich nicht zweifelsfrei nachgewiesen werden. Im Lager wurden nach der Befreiung mehrere gegerbte, tätowierte Menschenhäute, zwei „Schrumpfköpfe“ sowie ein Lampenschirm präsentiert. Ob Letzterer aus Menschenhaut gefertigt war, war umstritten. Eine neuere Untersuchung bestätigte 2024 die Echtheit.

### Erste Verhaftung und SS-Prozess
Im August 1943 wurden erst Karl Otto Koch und wenig später auch Ilse Koch wegen des Vorwurfs der Korruption und des dreifachen Mordes festgenommen. Die Untersuchungen und schließlich die Anklage gingen maßgeblich auf Konrad Morgen zurück, der Heinrich Himmler davon überzeugen konnte, gegen Karl Otto Koch vorzugehen, obwohl Himmler, Reinhard Heydrich und auch Oswald Pohl ihn lange protegiert hatten und gewähren ließen, Letzterer vor allem, weil er von Koch mit teuren Geschenken überhäuft worden war. In der Zeit, als Ilse Koch noch in Buchenwald wohnte, hatte Morgen eine überraschende Hausdurchsuchung angeordnet. Gesucht wurde insbesondere nach Buchhüllen oder Lampenschirmen aus Menschenhaut. Trotz nochmaliger genauer Untersuchung durch die Gestapo war aber im gesamten Haus keine Spur von gegerbter Menschenhaut zu finden. Die Lampenschirme im Haus waren aus gewöhnlichem Pergamentpapier. Gefunden wurden lediglich die Bankbücher der Kochs. Morgen verhaftete sie wegen Mitwisserschaft, Hehlerei und Verdunkelungsgefahr. Sie verbrachte 16 Monate in Untersuchungshaft im Marstall Weimar. Obwohl die SS sich im anschließenden Prozess alle Mühe machte, Ilse Koch zu überführen – Himmler hatte dem Gericht mitgeteilt, dass er mindestens sechs Jahre Zuchthaus für Ilse Koch erwarte –, musste sie mangels Beweisen freigesprochen werden. Ihr Mann und andere SS-Funktionäre des Lagers wurden wegen Hehlerei, Wehrkraftzersetzung und Mordes verurteilt und hingerichtet.
Ilse Koch verbrachte die letzten Monate vor Kriegsende in Ludwigsburg, wo Teile ihrer Familie lebten. Angesichts ihres von sexuellen Ausschweifungen und Alkoholexzessen geprägten Lebenswandels bemühten sich eine Haushälterin und auch Verwandte, ihr das Sorgerecht für die Kinder entziehen zu lassen, wozu es allerdings bis Kriegsende nicht mehr kam, worauf sie durch Alliierte verhaftet wurde.

### Gefangennahme durch die US-Armee und Anklage wegen Kriegsverbrechen

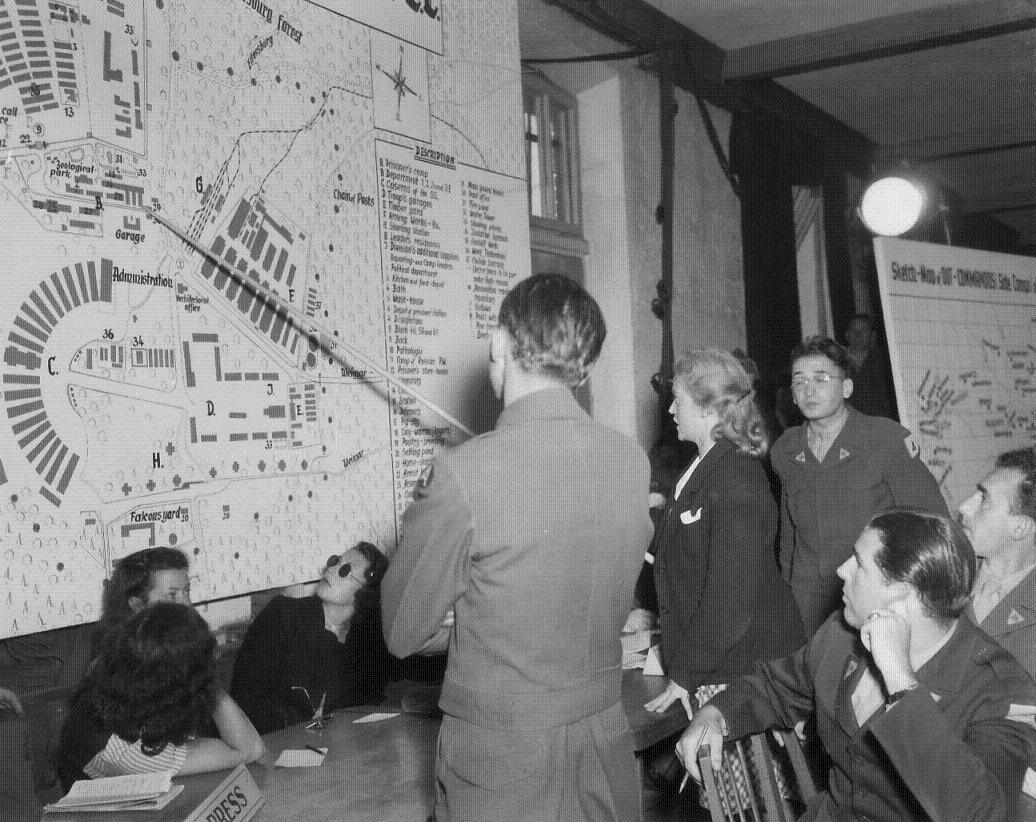
Ilse Koch vor dem Militärtribunal in Dachau (Juli 1947)

Im Juni 1945 wurde Ilse Koch in Ludwigsburg von der US-Armee als mutmaßliche Kriegsverbrecherin verhaftet. Während des Prozesses im Sommer 1947 leugnete Koch, in irgendeiner Weise an Misshandlungen und dem Mord an Lagerinsassen beteiligt oder in Kenntnis gewesen zu sein, und bestritt auch, von dem Hunger- und Schwächetod zahlreicher Insassen gewusst zu haben. Ihr Mitwissen und ihre zumindest indirekte Beteiligung an der Ausbeutung und Ermordung der Insassen sah das Gericht als erwiesen an. Im August 1947 wurde sie, die einzige weibliche Angeklagte im Buchenwald-Hauptprozess, wegen Verbrechen gegen die Menschlichkeit zu einer lebenslangen Freiheitsstrafe verurteilt. Koch war zu diesem Zeitpunkt im fortgeschrittenen Stadium der Schwangerschaft, was sie vor der gegen 22 ihrer 30 Mitangeklagten ausgesprochenen Todesstrafe bewahrt haben soll. Ihr während der Untersuchungshaft gezeugter Sohn Uwe wurde im Oktober 1947 geboren. Koch legte erfolgreich Revision ein: Im Juni 1948 wurde die Haftstrafe auf Vorschlag des Revisionstribunals von General Lucius D. Clay, Militärgouverneur der US-amerikanischen Besatzungszone, auf vier Jahre reduziert, nachdem ausschließlich gegen alliierte Häftlinge verübte Taten Gegenstand des Verfahrens hätten sein dürfen. In den USA löste die Strafermäßigung große Proteste in den Medien aus, worauf der Senat in Washington eine eigene Untersuchungskommission einsetzte. Clay rechtfertigte sich mit den Erkenntnissen der Revision, nach denen die Beweisführung gegen Koch fehlerhaft gewesen sei, überwiegend auf Hörensagen basiert und einer objektiven Nachprüfung nicht standgehalten habe. Die Senatskommission befand dagegen Ende Dezember 1948 das Revisionsurteil für nicht gerechtfertigt und beantragte, Koch vor ein deutsches Gericht stellen zu lassen.

### Erneute Anklage, Verurteilung, Haftstrafe und Suizid
Im Oktober 1948 hatte die US-amerikanische Besatzungsbehörde die bayerische Staatsregierung beauftragt, für ein neues Strafverfahren gegen Koch wegen an deutschen Staatsbürgern begangenen Verbrechen zu sorgen. Unmittelbar nach ihrer Entlassung aus dem Kriegsverbrechergefängnis Landsberg im Oktober 1949 wurde Koch in Untersuchungshaft genommen. Ende 1949 wurde vor dem Landgericht Augsburg erneut Anklage unter anderem wegen Mordes erhoben. Am 15. Januar 1951 wurde Koch wegen Anstiftung zum Mord, versuchten Mordes und Anstiftung zu schwerer Körperverletzung zu lebenslangem Zuchthaus verurteilt. Sie war damit die einzige Frau, gegen die in der Bundesrepublik im Zusammenhang mit NS-Verbrechen eine lebenslange Freiheitsstrafe verhängt wurde (gegenüber 165 Männern). Sie erhängte sich am 1. September 1967 in ihrer Zelle in der bayerischen Frauenanstalt Aichach, wo sie seit 1949 einsaß.

## Filme
- Ken Kipperman: Schatten des Schweigens. (Dokumentarfilm, USA 2005)
- Ilse Koch – Die Hexe von Buchenwald. (TV-Reihe Geschichte Mitteldeutschlands, MDR 2012)

## Künstlerische Aufarbeitung
- Die Kommandeuse, Ein-Personen-Theaterstück von Gilla Cremer. Uraufführung 1995 in Hamburg (Regie: Johannes Kaetzler)[17]
- Die Kommandantin in Lina Wertmüllers Film Sieben Schönheiten ist ebenso von Ilse Koch inspiriert wie der Naziploitation-Film Ilsa, She Wolf of the SS.